# Leucania lalbum
Leucania lalbum är en fjärilsart som beskrevs av Carl von Linné 1767. Leucania lalbum ingår i släktet Leucania och familjen nattflyn. Inga underarter finns listade i Catalogue of Life.